# Pamlico Sound
Der Pamlico Sound (auch Pamlicosund) im Bundesstaat North Carolina in den Vereinigten Staaten von Amerika, bildet mit einer Länge von 129 Kilometern und einer Breite von 24 bis 48 Kilometern die größte Lagune an der Ostküste der Vereinigten Staaten. 
Der Sund wird durch die vorgelagerte Inselkette der Outer Banks, eine Reihe niedriger und sandiger Inseln, vom Atlantik getrennt. Zu diesen Inseln vor dem Pamlico Sound gehört auch das Kap Hatteras. Vom Westen her münden der Neuse und der Pamlico River, der letztere bildet das Ästuar des Tar River. Im Norden ist der Pamlico Sound durch die kleinen Sounds Roanoke und den Croatan mit dem benachbarten großen Albemarle Sound verbunden und gehört zum Atlantic Intracoastal Waterway. Das schmale Südende wird durch den Core Sound gebildet. 
Der Pamlico Sound gehört zu dem großen Netzwerk miteinander verbundener Ästuarien, die gemeinsam nach der Chesapeake Bay das größte Ästuar der USA bilden. Das Gebiet kann in sieben verschiedene „Sounds“ aufgeteilt werden: Albemarle Sound, Currituck Sound, Croatan Sound, Pamlico Sound, Bogue Sound, Core Sound und Roanoke Sound.
Auf den vorgelagerten Inseln befinden sich die Naturschutzgebiete Cape Hatteras National Seashore und Cape Lookout National Seashore, am Ufer des Sound liegen mehrere Nistgebiete für Wasservögel, geschützt werden diese Nistplätze im Pea Island National Wildlife Refuge und Swanquarter National Wildlife Refuge auf dem Festland.
Der Entdecker Giovanni da Verrazzano hielt den Sound bei seiner Ankunft in Amerika fälschlicherweise für den Pazifischen Ozean. Der Sound selbst und seine Verbindungen ins offene Meer sind für größere Schiffe schwer zu passieren, weite Sandbänke und seichtes Wasser machen die Passage gefährlich. Darüber hinaus macht das flache Becken des Sound ihn für Veränderungen des Wasserstandes durch Wind und Luftdruck anfällig. Der Effekt kann in den mündenden Flüssen beobachtet werden, der Pegel kann dort innerhalb von drei Stunden um bis zu 60 Zentimeter steigen, wenn der Wind zur Achse des Flusses steht und es stark windet. Die Region um Kap Hatteras trägt auch den Beinamen Graveyard of the Atlantic (dt. „Schiffsfriedhof des Atlantik“).